# Saison 1 de V (2009)
Chronologie
Saison 2
Cet article présente le guide des épisodes de la première saison de la série télévisée V.

## Distribution

### Acteurs principaux
- Elizabeth Mitchell : Erica Evans
- Morris Chestnut : Ryan Nichols
- Joel Gretsch : Père Jack Landry
- Logan Huffman : Tyler Evans
- Lourdes Benedicto : Valerie Stevens
- Laura Vandervoort : Lisa
- Morena Baccarin : Anna
- Scott Wolf : Chad Decker

### Acteurs récurrent
- Christopher Shyer : Marcus (12 épisodes)
- Mark Hildreth (en) : Joshua (épisodes 3 à 5 et 9 à 12)
- Charles Mesure : Kyle Hobbes (épisodes 5 à 12)
- Roark Critchlow : Paul Kendrick
- David Richmond-Peck (en) : George « Georgie » Sutton
- Scott Hylands : Père Travis
- Rekha Sharma : Sarita Malik
- Lexa Doig : Dr Leah Pearlman
- Alan Tudyk : Dale Maddox
- Nicholas Lea : Joe Evans
- Jesse Wheeler : Brandon
- Britt Irvin : Haley Stark
- Lucas Wolf : Samuel
- Ty Olsson : Jeffrey
- Philip Granger : Henry Thompson
- Victor Formosa : Sonny
- Jacqueline Anne Steuart : Marion Geiger
- Stefan Arngrim : Roy
- Michael Trucco : John May
- Paul McGillion : Lawrence Parker
- Nicholas Carella : Alex Caruso

## Épisodes

### Épisode 1:Le Commencement
- États-Unis /  Canada : 3 novembre 2009 sur ABC / CTV
- Belgique : 
  - 13 juin 2010 sur Be 1[1]
  - 26 septembre 2010 sur La Deux
- Suisse : 25 novembre 2010 sur TSR2
- France :
  - 1er décembre 2010 sur TF1
  - 7 janvier 2012 sur NT1
  - 30 novembre 2020 sur AB1
- Québec : 4 février 2011 sur V

- États-Unis : 14,3 millions de téléspectateurs[2] (première diffusion)
- Canada : 2,157 millions de téléspectateurs[3] (première diffusion)
- France : 3,4 millions de téléspectateurs (première diffusion)

- Alan Tudyk (Dale Maddox)
- Christopher Shyer (Marcus)
- David Richmond-Peck (Georgie Sutton)
- Brittney Irvin (Haley Stark)
- Scott Hylands (Père Travis)
- Stefan Arngrim (Roy)
- Barbara Tyson (Allison Hall)
- Jesse Wheeler (Brandon)

### Épisode 2:Ne faites confiance à personne
- États-Unis /  Canada : 10 novembre 2009 sur ABC / CTV
- Belgique : 
  - 20 juin 2010 sur Be 1[1]
  - 26 septembre 2010 sur La Deux
- Suisse : 25 novembre 2010 sur TSR2
- France : 
  - 1er décembre 2010 sur TF1
  - 30 novembre 2020 sur AB1
- Québec : 11 février 2011 sur V

- États-Unis : 10,7 millions de téléspectateurs[4] (première diffusion)
- Canada : 1,629 million de téléspectateurs[5] (première diffusion)
- France : 2,4 millions de téléspectateurs (première diffusion)

- Alan Tudyk (Dale Maddox)
- Brittney Irvin (Haley Stark)
- Rekha Sharma (Sarita Malik)

### Épisode 3:Une ère nouvelle
- États-Unis /  Canada : 17 novembre 2009 sur ABC / CTV
- Belgique : 
  - 27 juin 2010 sur Be 1[1]
  - 3 octobre 2010 sur La Deux
- Suisse : 2 décembre 2010 sur TSR2
- France : 8 décembre 2010 sur TF1
- Québec : 18 février 2011 sur V

- États-Unis : 9,32 millions de téléspectateurs[6] (première diffusion)
- Canada : 1,325 million de téléspectateurs[7] (première diffusion)
- France : 1,6 million de téléspectateurs (première diffusion)

- Mark Hildreth (Joshua)
- Alan Tudyk (Dale Maddox)
- David Richmond-Peck (Georgie Sutton)
- Brittney Irvin (Haley Stark)

### Épisode 4:La Résurrection de la5eColonne
- États-Unis /  Canada : 24 novembre 2009 sur ABC / CTV
- Belgique : 
  - 4 juillet 2010 sur Be 1[1]
  - 3 octobre 2010 sur La Deux
- Suisse : 2 décembre 2010 sur TSR2
- France : 8 décembre 2010 sur TF1
- Québec : 25 février 2011 sur V

- États-Unis : 9,299 millions de téléspectateurs[8] (première diffusion)
- Canada : 1,464 million de téléspectateurs[9] (première diffusion)
- France : 1,6 million de téléspectateurs (première diffusion)

- Christopher Shyer (Marcus)
- David Richmond-Peck (Georgie Sutton)
- Craig Fraser (Peter Combs)
- Mark Hildreth (Joshua)
- Ryan Kennedy (David)

### Épisode 5:Une nouvelle armée
- États-Unis /  Canada : 30 mars 2010 sur ABC[10] / /A\[11]
- Belgique : 
  - 11 juillet 2010 sur Be 1[1]
  - 10 octobre 2010 sur La Deux
- France : 8 décembre 2010 sur TF1
- Suisse : 9 décembre 2010 sur TSR2
- Québec : 4 mars 2011 sur V

- États-Unis : 7,03 millions de téléspectateurs[12] (première diffusion)
- France : 1,3 million de téléspectateurs (première diffusion)

- Nicholas Lea (Joe Evans)
- Rekha Sharma (Sarita Malik)
- Christopher Shyer (Marcus)
- Roark Critchlow (Paul Kendrick)
- Mark Hildreth (Joshua)
- Scott Hylands (Père Travis)
- Lexa Doig (Dr Leah Pearlman)
- Kurtis Dawes (Tyler enfant)
- David Richmond-Peck (Georgie Sutton)
- Charles Mesure (Kyle Hobbes)

### Épisode 6:L'Heure des sacrifices
- États-Unis : 6 avril 2010 sur ABC
- Belgique : 
  - 18 juillet 2010 sur Be 1[13]
  - 10 octobre 2010 sur La Deux
- Suisse : 9 décembre 2010 sur TSR2
- France : 15 décembre 2010 sur TF1
- Québec : 11 mars 2011 sur V

- États-Unis : 5,79 millions de téléspectateurs[14] (première diffusion)
- France : 2,2 millions de téléspectateurs (première diffusion)

- Nicholas Lea (Ex-mari d'Erica)
- David Richmond-Peck (Georgie Sutton)
- Charles Mesure (Kyle Hobbes)
- Samantha Ferris (Détective privé)

### Épisode 7:John May
- États-Unis : 13 avril 2010 sur ABC
- Belgique : 
  - 25 juillet 2010 sur Be 1[13]
  - 17 octobre 2010 sur La Deux
- France : 15 décembre 2010 sur TF1
- Suisse : 16 décembre 2010 sur TSR2
- Québec : 18 mars 2011 sur V

- États-Unis : 5,61 millions de téléspectateurs[15] (première diffusion)
- France : 1,6 million de téléspectateurs (première diffusion)

- Charles Mesure (Kyle Hobbes)
- David Richmond-Peck (Georgie Sutton)
- Michael Trucco (John May)

### Épisode 8:On ne gagnera jamais
- États-Unis : 20 avril 2010 sur ABC
- Belgique : 
  - 1er août 2010 sur Be 1[13]
  - 17 octobre 2010 sur La Deux
- Suisse : 16 décembre 2010 sur TSR2
- France : 22 décembre 2010 sur TF1
- Québec : 25 mars 2011 sur V

- États-Unis : 5,81 millions de téléspectateurs[16] (première diffusion)

- Charles Mesure (Kyle Hobbes)
- Rekha Sharma (Sarita Malik)

### Épisode 9:Un nouveau départ
- États-Unis : 27 avril 2010 sur ABC
- Belgique : 
  - 8 août 2010 sur Be 1[13]
  - 24 octobre 2010 sur La Deux
- France : 22 décembre 2010 sur TF1
- Suisse : 23 décembre 2010 sur TSR2
- Québec : 1er avril 2011 sur V

- États-Unis : 4,87 millions de téléspectateurs[17] (première diffusion)

- Charles Mesure (Kyle Hobbes)
- Mark Hildreth (Joshua)
- Lexa Doig (Dr. Leah Pearlman)
- Ty Olsson (Jeffrey)
- Christopher Shyer (Marcus)

### Épisode 10:Dérapage incontrôlé
- États-Unis : 4 mai 2010 sur ABC
- Belgique : 
  - 15 août 2010 sur Be 1[13]
  - 24 octobre 2010 sur La Deux
- Suisse : 23 décembre 2010 sur TSR2
- France : 29 décembre 2010 sur TF1
- Québec : 8 avril 2011 sur V

- États-Unis : 5,37 millions de téléspectateurs[18] (première diffusion)

- Paul Lazenby (Burly Agent)
- Roark Critchlow (Paul Kendrick)
- Rekha Sharma (Sarita Malik)
- Christopher Shyer (Marcus)
- Mark Hildreth (Joshua)
- Charles Mesure (Kyle Hobbes)
- Samantha Ferris (Détective privé)
- Paul McGillion (Dr Lawrence Parker)

### Épisode 11:Le Temps des doutes
- États-Unis : 11 mai 2010 sur ABC
- Belgique : 
  - 22 août 2010 sur Be 1[13]
  - 31 octobre 2010 sur La Deux
- France : 29 décembre 2010 sur TF1
- Suisse : 30 décembre 2010 sur TSR1
- Québec : 15 avril 2011 sur V

- États-Unis : 5,69 millions de téléspectateurs[19] (première diffusion)

- Charles Mesure (Kyle Hobbes)
- Christopher Shyer (Marcus)
- Mark Hildreth (Joshua)
- Rekha Sharma (Sarita Malik)
- Roark Critchlow (Paul Kendrick)

### Épisode 12:Choisir son camp
- États-Unis : 18 mai 2010 sur ABC
- Belgique : 
  - 29 août 2010 sur Be 1[13]
  - 31 octobre 2010 sur La Deux
- France : 29 décembre 2010 sur TF1
- Suisse : 30 décembre 2010 sur TSR1
- Québec : 22 avril 2011 sur V

- États-Unis : 5,87 millions de téléspectateurs[20] (première diffusion)

- Charles Mesure (Kyle Hobbes)
- Scott Hylands (Père Travis)
- Christopher Shyer (Marcus)
- Frank Topol (V Doctor)
- Mark Hildreth (Joshua)
- Sean Carey (Garde du corps V)
- Lexa Doig (Dr. Leah Pearlman)

### Épisode spécial:V, The Arrival
- États-Unis : 23 mars 2010 sur ABC

- États-Unis : 4,44 millions de téléspectateurs (première diffusion)